# Трубар
Трубар је насељено мјесто у Босни и Херцеговини, у општини Бихаћ, које административно припада Федерацији Босне и Херцеговине. Према попису становништва из 2013. у насељу је живјело 64 становника.

## Географија
Трубар се простире јужно или југоисточно од Осредака и од Малог Цвјетнића. Од ових двају села дели га планина Вучијак и увала Кордина Драга. На западу граничи с Личким Осрецима н Дугопољем, а на југу с Тишковцем. Од Тишковца га дели обронак Ујилице, а од Грахова највиша коса Ујилице и нижи њен део, звани Лијеска. Према истоку граничи Трубар с Унцем. Као природна граница на ту страну служе врх Метле и било Бобаре. Трубар је каменито, „врлетно“ и безводно село. Тек местимице има земљишта где камен није пробио на површину, те се земља може обрађивати. Али се обрађују и земље где је камен избио горе, само ако није превише угусто.
Село је разбијеног типа. Дели се на четири краја: Вучијак, Трубар, Ваган, Долови. Сваки крај састављен је из неколико група. У Вагану и у Доловима куће су као нанизане у низове, који се савијају око њива. У целом селу има 179 кућа.

## Историја
О имену села нема каквих поузданијих тумачења. По једноме казивању најстарији су насељеници овде копајући земљу нашли металну трубу и због тога назвали село Трубаром. Називи крајева су географског постанка: Ваган по облику земљишта сличи вагану, Долови су опет дугуљаста удолина, Вучијак је планина, негда заодевена крупном и густом шумом, где су се вукови котили и заклоништа налазили.
У Трубару има више трагова негдашњих насеља. На Џидовини било је стародревно гробље, па вероватно и неко светилиште. Ту је било много крупних гробних плоча. Окресане су само толико да добију четвртаст облик, а остала им је израда сасвим проста. Ту је сада црква и у дворишту црквеном налазе се још неколике од тих плоча, а много их је употребљено за обзиђивање дворишта. Народ држи да су овде живели „Џиди“, па кад су се они одавде дигли, онда почео насељавати данашњи свет. На Градини више кућа Болтића разазнају се закопине. Ту је налажено хрбина и бакарних предмета. На Залиновцу, у Вагану има старинског сувозида и око њега хрбина. И по Ујилици на више места може се наћи таквих зидова и хрбнна. Црквина има код куће Поповића. Ту је пре буне Кевељ Поповић био саградио капелицу без дозволе турске власти. Да ли се то место и пре ове капелице називало црквином, о томе данас не зна нико ништа да каже.

## Становништво
| Националност       | 1991. | 1981. | 1971. | 1961. |
| Срби               | 312   | 534   | 767   | 935   |
| Југословени        |       | 37    |       |       |
| Хрвати             |       |       | 1     | 1     |
| Муслимани          |       |       | 1     |       |
| остали и непознато |       | 2     |       | 1     |
| Укупно             | 312   | 573   | 769   | 937   |

| Демографија | Демографија | Демографија |
| Година      | Становника  | Становника  |
| ----------- | ----------- | ----------- |
| 1961.       | 937         |             |
| 1971.       | 769         |             |
| 1981.       | 573         |             |
| 1991.       | 312         |             |
| 2013.       | 64          |             |

## Знамените личности
- Голуб Бабић, српски војвода
- Никола Бабић (историчар), српски историчар